# Obroatis columba
Obroatis columba är en fjärilsart som beskrevs av Butler 1879. Obroatis columba ingår i släktet Obroatis och familjen nattflyn. Inga underarter finns listade i Catalogue of Life.